# 100% Wolf
100% Wolf is een Australische computergeanimeerde film uit 2020. De film is gebaseerd op de gelijknamige roman van Jayne Lyons. Een vervolg getiteld 200% Wolf kwam uit op 16 oktober 2024.

## Verhaal
Freddy Lupin is een jongen wiens familie bestaat uit een roedel weerwolven. Wanneer Freddy zelf zijn eerste transformatie mee gaat maken, verandert hij in plaats van een weerwolf in een poedel. Als Freddy zich voor de volgende nacht niet heeft bewezen als wolf, zal hij het risico lopen vervreemd te worden. Op straat ontmoet Freddy meerdere honden, waaronder bastaardhond Batty. Batty is een mix van chihuahua en cockerspaniël, haar geboortenaam is Elizabeth, maar werd veranderd in Batty toen haar biologische moeder, Duchess, een straathond werd.

## Stemverdeling
| Personage       | Engelse stem       | Nederlandse stem     | Vlaamse stem      |
| --------------- | ------------------ | -------------------- | ----------------- |
| Freddy Lupin    | Ilai Swindells     | Remco Coppejans      | Lennart Lemmens   |
| Jonge Freddy    | Jerra Wright Smith | Bo Burger            | Emre Özyer        |
| Batty           | Samara Weaving     | Rosanne Waalewijn    | Rosanne Waalewijn |
| Flasheart Lupin | Jai Courtney       | Simon Zwiers         | Bert Huysentruyt  |
| Hotspur Lupin   | Rupert Degas       | Manou Kersting       | Manou Kersting    |
| Lady Hightail   | Kate Hall          | Anke Helsen          | Anke Helsen       |
| Lord Hightail   | Michael Bourchier  | Walter Baele         | Walter Baele      |
| Mevrouw Mouton  | Magda Szubanski    | Martine de Jager     | Martine de Jager  |
| Foxwell Cripp   | Rhys Darby         | Richard Groenendijk  | Philippe Geubels  |
| Hamish          | Akmal Saleh        | Richard Spijkers     | Manu Van Acker    |
| Twitchy         | Loren Gray         | Fauve Geerling       | Nina Rey          |
| Harriet         | Sunni Westbrook    | Inger van der Zanden | Maud Verstraeten  |
| Chariot         | Jim Miller         | Chris Schep          | Remi De Smet      |
| Cerberus        | Alexs Stadermann   | Jurgen Stein         | Tijl Dauwe        |
| Commandante     | Jane Lynch         | Pamela Teves         | Anne-Mieke Ruyten |

De bovenstaande Engelse stemmen zijn alle stemmen die in de internationale Engelstalige versie te horen zijn. De originele Australische versie bevat de stemmen van o.a. Sarah Harper (Twitchy), Adriane Daff (Harriet) en Liam Graham (Chariot).
Zowel de Nederlandse als de Vlaamse nasynchronisatie werd geregisseerd door Bettina Berger.

## Ontvangst
Op Rotten Tomatoes kreeg de film overwegend positieve reacties met een score van 67%, op basis van 15 recensies.